# Año mariano (Iglesia católica)

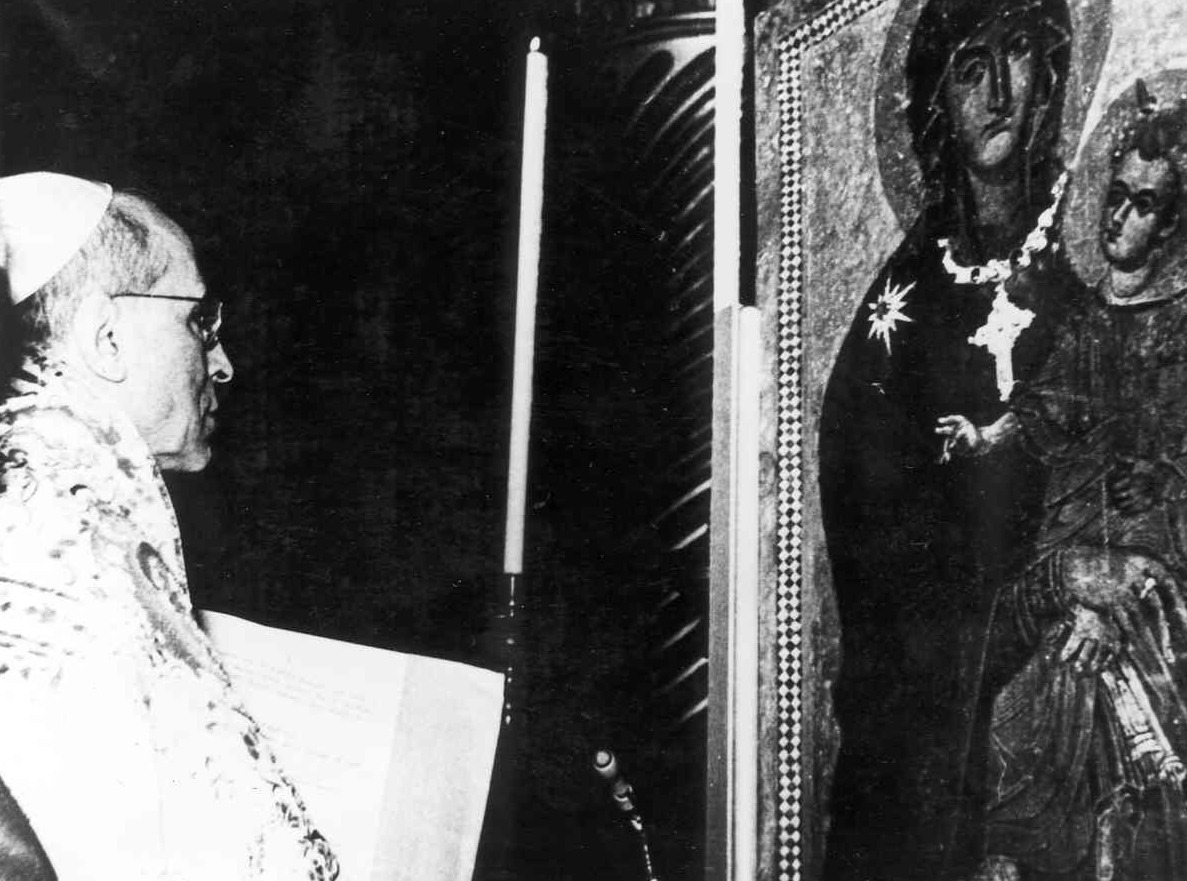
El Papa Pío XII coronando el ícono de la virgen conocido como Salus Populi Romani, en 1954 durante el año mariano.

Un año mariano es un periodo convocado por un Papa para dedicarlo al culto a la Virgen María. Existen tres períodos convocados como años marianos: El primero convocado por el Papa Pío XII entre 1953 y 1954, el segundo fue convocado por el Papa Juan Pablo II entre 1987 y 1988, el tercero también fue convocado por el Papa Juan Pablo II entre el año 2002 y 2003, conocido el Año del Rosario. 

## Año mariano 1953-1954

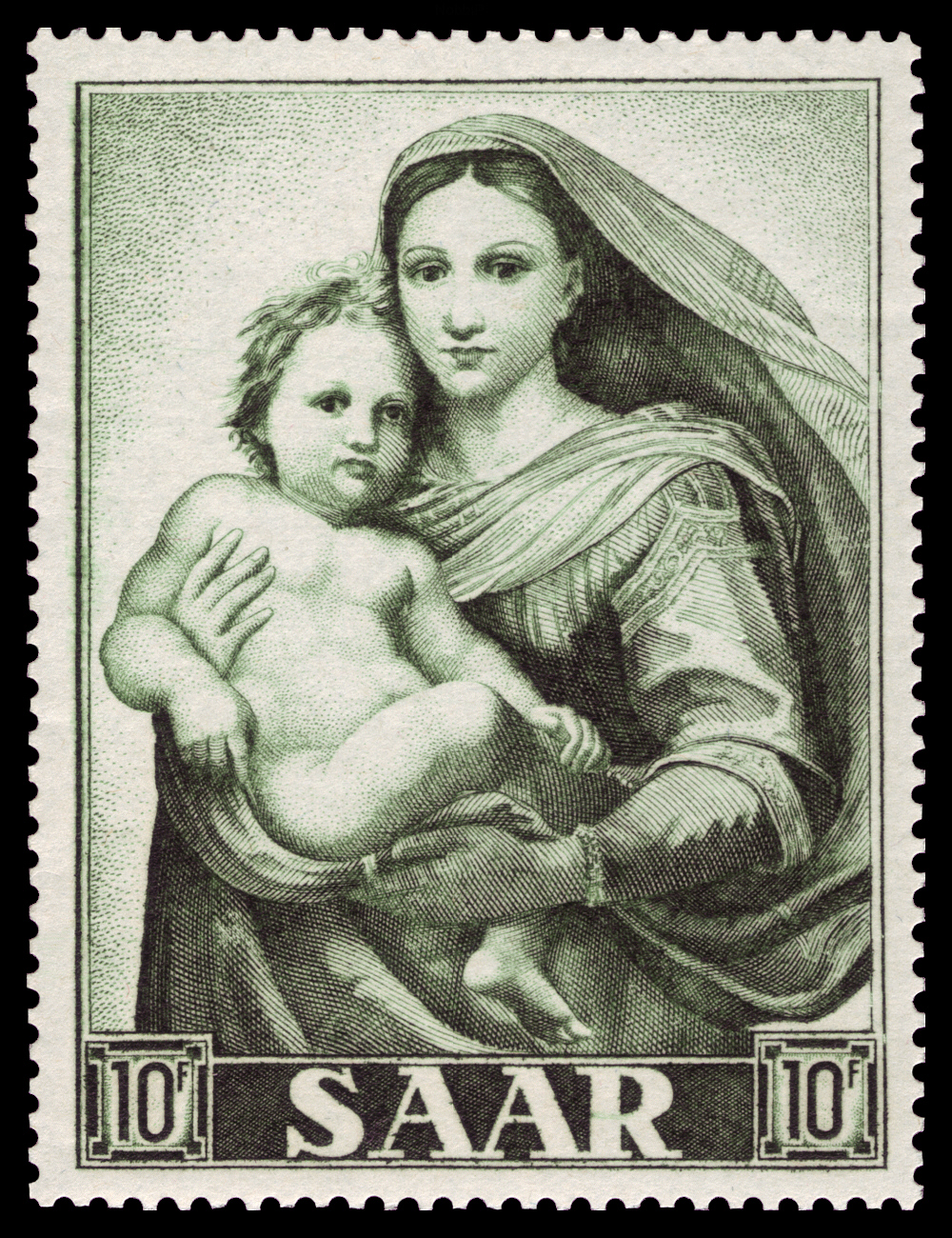
Sello postal de 1954 del Protectorado del Sarre, donde aparece representada la Madonna Sixtina de Rafael Sanzio

El primer año mariano fue convocado por el Papa Pío XII con motivo del centenario de la proclamación del Dogma de la Inmaculada Concepción por el Papa Pío IX, fue convocado en su encíclica Fulgens Corona, publicada el 8 de septiembre de 1953, iniciando el 8 de diciembre y fue clausurado el 8 de diciembre de 1954.
En este año se pidió que se expusiera el Dogma de la Inmaculada Concepción en las diócesis, en sermones y conferencias. Que se rindiese culto a la Virgen María, en las capillas o altares ubicados en cada ciudad y se hiciesen actividades privadas y públicas en honor a la Virgen María, que se hiciesen peregrinaciones en lugar donde el culto mariano es de una especial devoción, además de forma a especial al Santuario de Nuestra Señora de Lourdes y a la Basílica de Santa María la Mayor en Roma. Al finalizar el año mariano, el Papa coronó a Salus Populi Romani en la Basílica de San Pedro.

## Año mariano 1987-1988
El segundo año mariano fue convocado por el Papa Juan Pablo II, el 1 de enero de 1987 en la homilía de la misa por la solemnidad de Santa María, Madre de Dios, con el motivo de prepararse para la llegada del nuevo milenio y para conmemorar el sexto centenario del bautismo de Lituania. El año mariano fue inaugurado el día 6 de junio de 1987, en las vísperas de la fiesta de Pentecostés y fue clausurado el 15 de agosto de 1988 en la fiesta de la Asunción de la Virgen.
Antes la inauguración, el 25 de marzo de 1987 publicó su sexta encíclica Redemptoris Mater, sobre la bienaventurada Virgen María, con motivo del año mariano se publicó la carta apostólica Litterae Encyclicae el 22 de mayo de 1988 y al finalizar el año mariano la carta apostólica Mulieris Dignitatem, que trata sobre la dignidad y la vocación de la mujer.
En el año mariano tuvo lugar las visitas apostólicas fuera de Italia a  Polonia, Estados Unidos, Canadá, Uruguay, Bolivia, Perú, Paraguay y Austria. Dentro de Italia visitó a la Diócesis de Belluno-Feltre, Verona, Civita Castellana, Mesina, Reggio Calabria, Véneto, Lombardía y a Trentino-Alto Adigio. En su visita al Perú con ocasión del Congreso Eucarístico y Mariano de los países bolivarianos, otorgó la Rosa de Oro a Nuestra Señora de la Evangelización.

## Año del Rosario

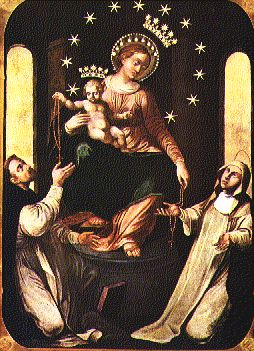
Cuadro del Santuario de la Virgen del Rosario de Pompeya, lugar visitado por el Papa Juan Pablo II durante el año del rosario.

El Año del Rosario, fue un año mariano dedicado especial a la oración del Santo Rosario, convocado por el Papa Juan Pablo II entre octubre de 2002 a  octubre de 2003 por medio de la carta apostólica Rosarium Virginis Mariae, con motivo del 120 aniversario de la encíclica del Papa León XIII sobre el santo rosario llamada Supremi apostolatus officio y 40 aniversario de la apertura del Concilio Vaticano II., con el fin de promover la oración del Santo Rosario.
En la carta mencionada, se incluyeron los misterios luminosos a la oración del Santo Rosario.
El 17 de abril se publica la carta encíclica Ecclesia de Eucharistia, sobre la eucaristía, que sería su última publicada en su pontificado.
Al finalizar el año del Santo Rosario en octubre de 2003, Juan Pablo II, realiza una visita apostólica a la ciudad de Pompeya, donde se encuentra el Santuario de la Virgen del Rosario de Pompeya y celebra el aniversario número 25 de su pontificado. Terminado dicho mes finalizó el año del rosario.

## Otros años marianos
Además de los años marianos convocados universalmente por el Papa, existen otros eventos católicos conócidos con el nombre de año mariano celebrados de forma local en diócesis, conferencias episcopales, congregaciones, etc. Como por ejemplo la que se celebró la diócesis de Orense entre el 8 de septiembre de 2014 al 8 de septiembre de 2015 con motivo del 50 aniversario de la coronación de Nuestra Señora de los Milagros de Orense, o el año mariano por la familia que celebró el Opus Dei entre el 28 de diciembre de 2014 al 27 de diciembre de  2015, para "poner en las manos de la Virgen todas las necesidades de la Iglesia y de la humanidad, y secundar fielmente las intenciones del Papa"